# Panik von 1792

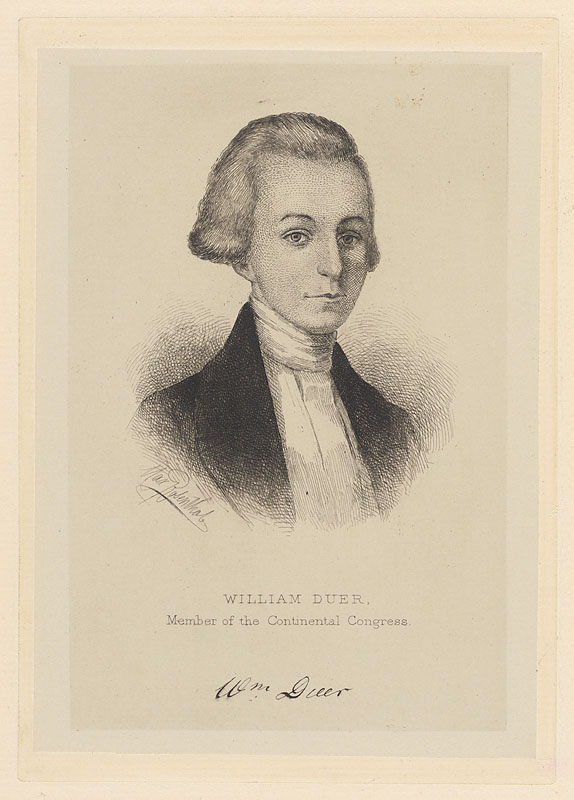
William Duer

Die Panik von 1792 war eine der ersten Finanzkrisen in den Vereinigten Staaten. Sie wurde durch eine Spekulantengruppe um William Duer und das unvorhersehbare Handeln der neu gegründeten Nationalbank First Bank of the United States ausgelöst.

## Hintergrund

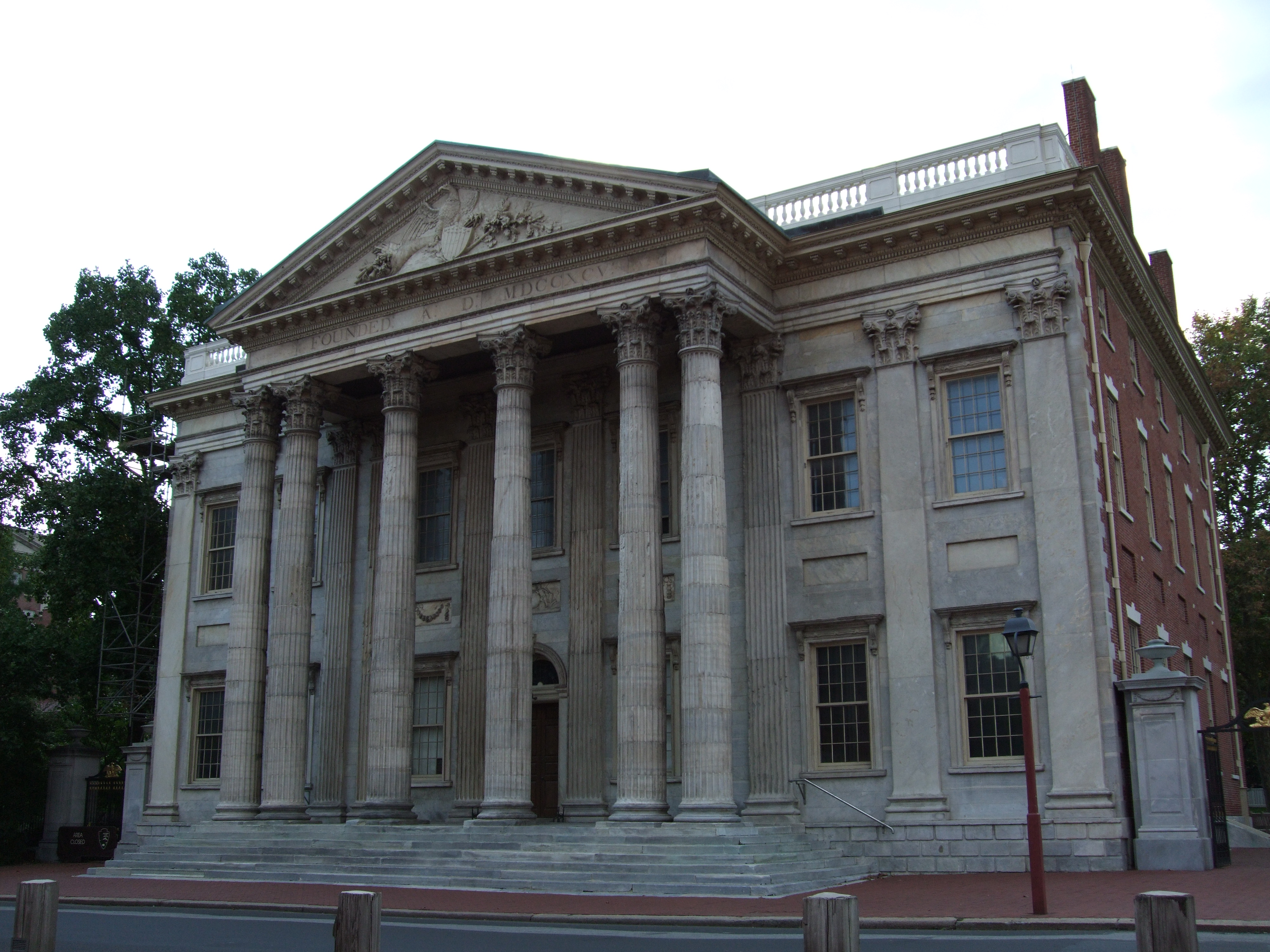
First Bank of the United States

Der erste Finanzminister der USA, Alexander Hamilton, schlug 1790 mit dem Report on a National Bank eine Nationalbank unter dem Namen First Bank of the United States (kurz: BUS) vor. Deren Gründung erfolgte im Februar 1791. Aktien dieser konnte man hauptsächlich mit Staatsanleihen erwerben, weshalb diese ein Ziel weitreichender Spekulationen wurden. In den ersten sechs Wochen nach Eröffnung der Bank bildete sich eine Spekulationsblase um Staatsanleihen, welche später als Panik von 1791 bekannt wurde. Hamilton verhinderte eine Eskalation dieser, indem er den „sinking fund“ nutzte. Diese Institution, deren Nutzung von einem Komitee bestehend aus dem Vizepräsidenten, dem Außenminister, dem Chief Justice, dem Finanzminister und dem Attorney General bestätigt werden musste, diente der Wertstabilisierung von Wertpapieren durch ihren Kauf auf dem freien Markt. Im Winter 1791/92 stiegen die Preise allerdings erneut.
Eine New Yorker Gruppe, basierend auf der von Hamilton neu gegründeten Industriegesellschaft Society for the Establishing Useful Manufactures um die berühmten Spekulanten William Duer und Alexander Macomb Senior, versuchte den Markt für Staatsanleihen zu cornern. Um diesen Plan zu finanzieren, wollte die Duer-Macomb Gruppe zunächst eine Mehrheitsbeteiligung an der Bank of New York (kurz: BONY) erwerben, wofür sie durch den Vorschlag einer Konkurrenzbank den Aktienkurs der Bank senkten. Dies führte zu einer „bancomania“; Drei Banken mit Marktkapitalisierungen in den Millionen wurden vorgeschlagen. Wenig später wurden sie in den Vorschlag der „Million Bank“ mit einer Marktkapitalisierung von $1.8 Mil. konsolidiert. Klar war, dass diese Bank auch als politisches Instrument des Gouverneurs von New York George Clinton dienen würde. Duer und Macomb versprachen sich exorbitante Profite: Entweder könnte man Kontrolle der BUS übernehmen oder die Staatsanleihen an Spekulanten verkaufen.
Ihr Konzept ging allerdings nicht auf. Ihnen fehlte das nötige Kapital, das sie sich von der Übernahme der durch die Million Bank geschwächten BONY erhofften, weshalb Duer Unmengen an Krediten aufnehmen musste. Am 9. März 1792 kündigte die teilweise Zahlungsunfähigkeit Duers das Scheitern der Gruppe an, was die strafrechtliche Verfolgung Duers aufgrund der Veruntreuung staatlicher Mittel am 12. März bestätigte; Duer musste am 23. März ins Schuldgefängnis. Viele seiner Assoziierten und Gläubiger erlitten ein ähnliches Schicksal. Eine jähe Verknappung der Kredite durch die BUS, die Kredite zuvor noch frei verlieh, trug zur gefährlichen Wirtschaftslage bei. David J. Cowen zufolge agierte die Bank hier auf Betreiben des Finanzministers, der in der Million Bank eine ernste Gefahr für das US-amerikanische Bankensystem sah. Deshalb riet er den Banken schon frühzeitig zu vorsichtiger Kreditvergabe. Diese Faktoren führten zum Kollaps von Wertpapierpreisen.

## Reaktion der Regierung

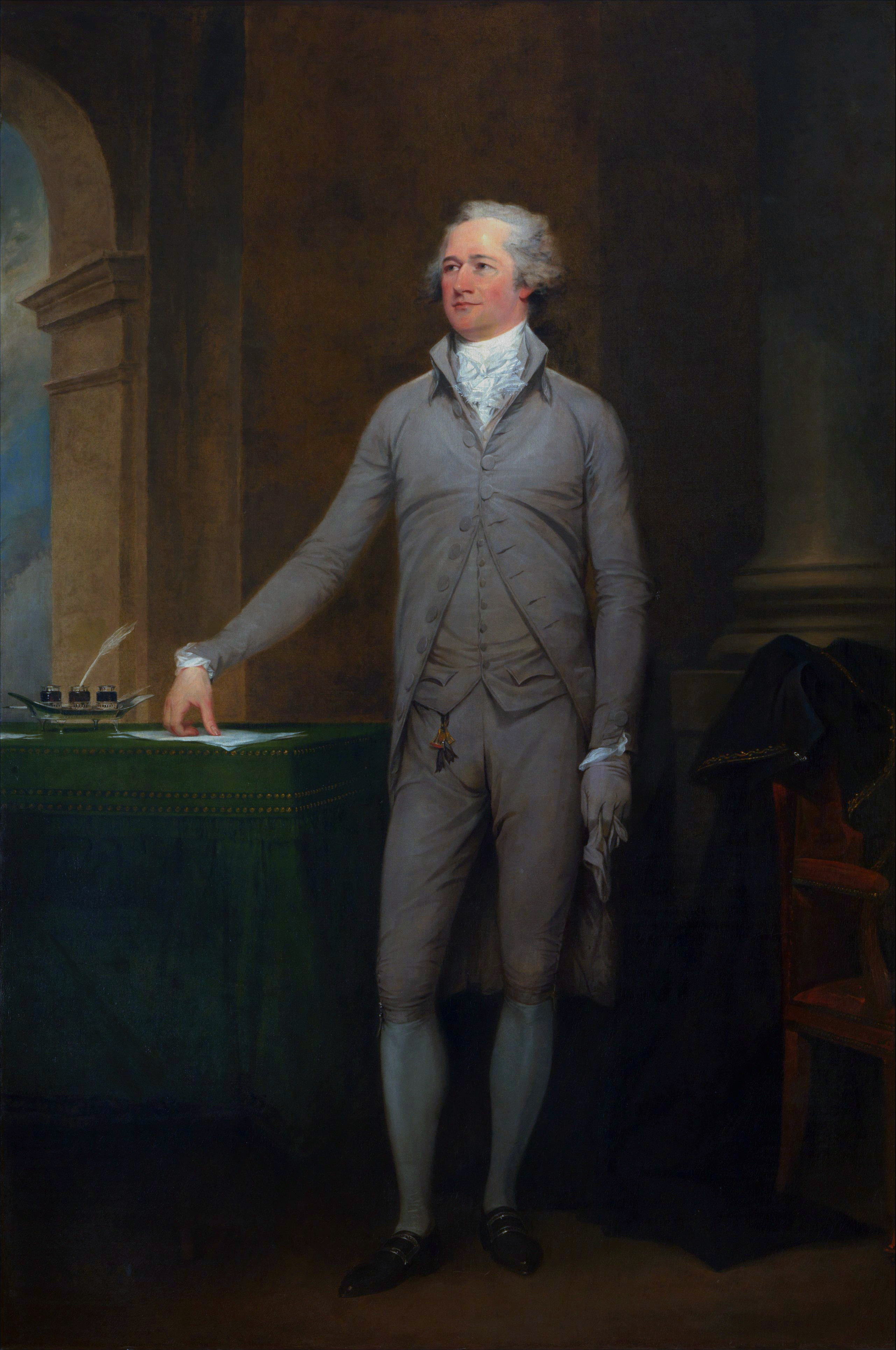
Alexander Hamilton (John Trumbull, 1792)

Nach dem Bankrott Duers versuchte Hamilton, Banken und Handel zu schützen. Duers Hilferufe ignorierte er und riet ihm nur, ehrbar zu handeln. Privat schrieb er, dass es eine Grenze zwischen ehrlichen Menschen und Schurken geben sollte. Am 19. März beauftragte Hamilton die BONY und die BUS, Kaufleute, die die Regierung durch Zölle finanzierten, wenn möglich durch Kredite zu unterstützen. Drei Tage später riet er der BONY, sichere Kredite mit hohen Zinsraten zu verleihen. Auch andere Banken handelten auf Rat des Finanzministers so.
Auch kaufte die Regierung am 19. März unter Hamiltons Anleitung Wertpapiere im Wert von $50.000. Den Außenminister Thomas Jefferson und den Vizepräsidenten John Adams, die den Kauf eigentlich hätten autorisieren müssen, informierte er erst einen Tag später: Die Nutzung des Geldes habe man während der vorangegangenen Panik von 1791 zwar autorisiert, es aber noch nicht genutzt. In den kommenden Wochen bewilligte das Komitee weitere Käufe, allerdings ohne die Unterstützung Jeffersons, Hamiltons größtem politischen Rivalen. Des Weiteren versprach Hamilton Bankern Investments aus Amsterdam.

## Folgen
Richard Sylla, Robert E. Wright und David J. Cowen betonen die Gefahr der Krise. Sie vergleichen sie mit der Mississippi-Blase und der Südseeblase, die die Ökonomien Großbritanniens und Frankreichs bedrohten. Wie in Frankreich, wo Versuche John Laws, das Ancien Régime zu reformieren, in Folge der Krise scheiterten, hätten Alexander Hamiltons Reformversuche an der Krise scheitern können. Stattdessen habe die Krise die Wirtschaft der USA sogar zum Fortschritt bewegt, da sie indirekt zur Gründung des New York Stock Exchange führte. Insgesamt sei Hamilton ein Virtuose des Krisenmanagements gewesen, da er keine Präzedenzfälle hatte, die ihn leiten könnten. In den nächsten Jahrzehnten würden Theorien von Wirtschaftswissenschaftlern wie Walter Bagehot das praktische Krisenmanagement Hamiltons reflektieren. Hamiltons Kritiker, die Demokratisch-Republikanische Partei, sahen in der Krise jedoch einen Beweis für die Gefahr in Hamiltons Wirtschaftssystem.

## Weiterführende Literatur
- Ron Chernow: Alexander Hamilton. Penguin, New York 2004, ISBN 1-59420-009-2
- Forrest McDonald: Alexander Hamilton: A Biography W. W. Norton & Company, New York und London 1982, ISBN 978-0-393-30048-2
- Jacob Ernest Cooke: Alexander Hamilton. Charles Scribner’s Sons, 1982, ISBN 978-0-684-17344-3.
- Stanley Elkins und Eric McKitrick: The Age of Federalism. Oxford University Press, New York 1993.

## Spezialstudien
- David J. Cowen: The First Bank of the United States and the Securities Market Crash of 1792 In: The Journal of Economic History Band 60 (2000), S. 1041–1060
- Richard Sylla, Robert E. Wright und David J. Cowen: Alexander Hamilton, Central Banker: Crisis Management during the U.S. Financial Panic of 1792 In: The Business History Review, Band 83 (2009), S. 61–86